# Кастелвенере
Кастелвенере је насеље у Италији у округу Беневенто, региону Кампанија.
Према процени из 2011. у насељу је живело 1429 становника. Насеље се налази на надморској висини од 122 м.

## Становништво
| 1951. | 1961. | 1971. | 1981. | 1991. | 2001. | 2011. |
| ----- | ----- | ----- | ----- | ----- | ----- | ----- |
| 2.646 | 2.426 | 2.223 | 2.289 | 2.507 | 2.632 | 2.620 |